# Vệt nắng cuối trời
Vệt nắng cuối trời là một bộ phim truyền hình được thực hiện bởi Công ty cổ phần Truyền thông Đa phương tiện Lasta do Trần Hoài Sơn làm đạo diễn. Phim phát sóng vào lúc 21h10 thứ 2, 3, 4 hàng tuần bắt đầu từ ngày 29 tháng 6 năm 2010 và kết thúc vào ngày 15 tháng 9 năm 2010 trên kênh VTV3.

## Nội dung
Vệt nắng cuối trời xoay quanh gia đình ông bà Thành có ba thế hệ cùng sống chung dưới một mái nhà, mà ở đó mỗi thành viên là một câu chuyện riêng biệt, với những tình cảm, xung đột khác nhau: người con cả Thức (NSƯT Trung Hiếu) vì mải mê nghiên cứu khoa học mà trở nên rụt rè với tình yêu; đứa con trai thứ Chí Giang (Tuấn Quang) đi du học hơn bốn năm nhưng khi về nước lại tỏ ra thờ ơ với vợ là Tuệ Lâm (Nguyệt Hằng), đi ngoại tình và có con với một người mẫu; người con gái út Tường Vi (Minh Hương) bỏ ngang đại học để theo đoàn làm phim, mang ước mơ trở thành người nổi tiếng, còn ông nội của các cháu thì mắc kẹt giữa những toan tính của các con để chờ ngày chia mảnh đất dưới quê...

## Diễn viên
- Tuấn Quang trong vai Trần Chí Giang[3][4][5]
- Nguyệt Hằng trong vai Nguyễn Tuệ Lâm[3][6]
- NSƯT Lan Hương trong vai Bà Thành[3][7]
- NSƯT Anh Dũng trong vai Ông Thành[3][7][8]
- NSƯT Trung Hiếu trong vai Thức[3]
- Minh Hương trong vai Tường Vy[3][9]
- Hoàng Hải trong vai Hoàng Vinh
- Đỗ Quỳnh Hoa trong vai Thục Anh[10]
- NSƯT Trần Hạnh trong vai Ông nội
- Hoàng Huy trong vai Ông Kiên
- Thu Hà trong vai Bà Kiên
- Kiều Thanh trong vai Thanh Diên[3]
- Mạnh Quân trong vai Mạc Dương
- Xuân Thịnh trong vai Út
- Tạ Am trong vai Ông Được
- Nguyễn Thị Hạnh trong vai Bà Tích

Cùng một số diễn viên khác....

## Ca khúc trong phim
Bài hát trong phim là ca khúc "Vệt nắng cuối trời" do Phùng Tiến Minh sáng tác và thể hiện.

## Sản xuất
Vệt nắng cuối trời do Trần Hoài Sơn làm đạo diễn. Kịch bản phim được chấp bút bởi Hà Thu Hà, Đinh Thị Thủy, Nguyễn Thị Thanh Thủy với tổng số tập là 38. Bộ phim được khởi quay vào năm 2008; sau đó chính thức lên sóng vào lúc 21h10 thứ 2, 3, 4 hàng tuần, bắt đầu từ ngày 29 tháng 6 năm 2010 trên kênh VTV3.
Tác phẩm đánh dấu một trong những lần cuối cùng xuất hiện trên màn ảnh nhỏ của cố NSƯT Anh Dũng, trước khi ông qua đời vào năm 2015.